# Brachythele langourovi
Espèce
Brachythele langourovi est une espèce d'araignées mygalomorphes de la famille des Nemesiidae.

## Distribution
Cette espèce se rencontre en Bulgarie et en Macédoine du Nord.

## Description
Le mâle holotype mesure 15,1 mm et la femelle paratype 22,3 mm.

## Systématique et taxinomie
Cette espèce a été décrite par Lazarov en 2005.

## Étymologie
Cette espèce est nommée en l'honneur de Mario Langourov.

## Publication originale
- Lazarov, 2005 : « A new spider species from Bulgaria, Brachythele langourovi sp. n. (Araneae, Nemesiidae). » Revue Suisse de Zoologie, vol. 112, no 1, p. 189-193 (texte intégral).